# William Walton
William Walton   (Oldham, 29 de març de 1902 - Ischia, 8 de març de 1983) fou un compositor i director d'orquestra britànic.
Estudià piano, malgrat que la seva formació musical fou quasi sempre autodidacta, i es feu aconsellar per Ansermet, Busoni i Dent. La família l'ingressà als 10 anys en el cor de la catedral d'Oxford, i en la Universitat de la qual fou admès en complir els setze anys, aconseguí el diploma en música el 1919. El seu quartet amb piano d'aquells anys aconseguia, el 1924, el "Carnegie Trust Award". S'inicià en la professió com orquestrador de música de jazz per a la "Savoy Band" de Londres. En aquest gènere el seu estil va estar molt influït per Stravinski i Sibelius. El jazz de Walton es caracteritza per una gran vitalitat rítmica, una harmonia agredolça i una sàvia conjunció de la melodia romàntica amb una brillant orquestració. Aquesta experiència tècnica li resultà útil per a certes aplicacions compositives.
Després d'entaular relacions amb la cèlebre família Sitwell, el 1922 va compondre, sobre text d'Edith Sitwell, "Façade", an open-air entertainment per a recitador i sis instruments; l'obra fou presentada a l'Aeolian Hall londinenc el 1923 en una execució que, amb escenografia de Gino Severini, destacava com un dels primers productes d'aquell neoclassicisme o "stravinskisme" desimbolt, refinat i elegant que prendria en la primera postguerra europea, sobretot a França amb Georges Auric i Francis Poulenc, i a Itàlia amb Alfredo Casella i Vittorio Rieti.
Representada de bell nou el 1926 i 1942, portada a Itàlia el 1928 (Festival S.I.M.C. Siena) i transformada en ballet el 1929 (Hagen, Alemanya), Façade va donar origen a dues uites per a orquestra (1928 i 1938), d'èxit semblant, així com Four Dances per a orquestra, a càrrec de Walter Goehr, i a Three Songs per a veu i piano (1923). En altres composicions, Walton feu gala d'un tradicionalisme moderat, en què hi cabien elements de tipus postromàntic, o bé d'una expressivitat a l'estil de Sibelius -com en la Primera Simfonia-, que gaudeix de tanta fortuna als països anglosaxons.
Per fi va compondre la compromesa òpera Troilus and Cressida, amb llibret del poeta G. Chaucer (Londres. 1954; estrenada a Itàlia en La Scala de Milà en la versió d'E. Montale el 1956), producte noble, però de clars patrons passats de moda. Mentrestant havia donat al teatre, per al Sadler's Wells, els ballets The Wise Virgins, sobre música de Bach (1940), i The Quest (1943); el 1926, Serguei Diàguilev utilitzava com interludi dels seus Ballets l'obertura Portsmouth Point de 1925, on el músic es mostrava inclinat a complexitats contrapuntístiques, igual que en el Concert per a viola i orquestra (1929).
El 1937 va rebre l'encàrrec de compondre la Marxa Crown Imperial per a Jordi VI i, durant la Segona Guerra Mundial, a petició de sir Winston Churchill, posà música a diversos espectacles i pel·lícules. Distingit amb el doctorat en música honoris causa per la Universitat d'Oxford el 1942, i amb el títol de sir el 1951, Walton va ser una eminència en el món cultural i oficial britànic.
Més tard va prestar una certa atenció, esporàdica al serialisme: Concert per a violoncel (1956); Partita per a orquestra (1958); Simfonia núm. 2 (1960) i Variacions sobre un tema d'Hindemith (1963). En el nodrit catàleg de Walton, que, a més de les obres citades, comprèn altres peces de música simfònica i coral, per les quals és recordat per les obres orquestrals, la música coral i cerimonial i per les excel·lents bandes sonores per a films, destaquen les de les versions de les obres shakespearianes Henry V (1945), de la que més tard en extreure una Suite i dues peces per a corda, Hamlet (1948) i Richard III (1955) a càrrec d'un altre sir Laurence Olivier. Les seves primeres composicions -especialment Façade, sobre un poema d'Edith Sitwell- el posicionaren com un compositor modern, però van ser els treballs orquestrals i l'oratori Belshazzar's Feast els que li van portar el reconeixement internacional. Va compondre una altra òpera The Bear.